# Jojo (ciruela)
Jojo® es una variedad cultivar de ciruelo (Prunus domestica), de las denominadas ciruelas europeas, es marca registrada® Variedad club.
Una variedad de ciruela criada en 1981 por Walter Hartmann en la Universidad de Hohenheim Stuttgart Alemania, mediante el cruce de las variedades 'Ortenauer' x 'Stanley', y se comercializó en 1999.
Las frutas tienen una talla de tamaño grande de forma elíptica ligeramente asimétrica, con peso promedio de 40 a 50 g, piel azul brillante recubierta de abundante pruina, fina, violácea; sutura con línea poco visible, de color algo más oscuro que el fruto, y pulpa color amarillo verdoso a amarillo anaranjado, firme y muy jugosa con un sabor bastante dulce.

## Historia
'Jojo'® variedad de ciruela obtenida por el cruce de las variedades 'Ortenauer' como Parental-Madre x fecundada por el polen de la variedad 'Stanley' como Parental-Padre, en 1981 por Walter Hartmann en la Universidad de Hohenheim, situada en Stuttgart, Alemania. Se comercializó en 1999 como marca registrada® Variedad club.
'Jojo'® es la primera variedad de ciruela absolutamente resistente al Virus de la Sharka.

## Características

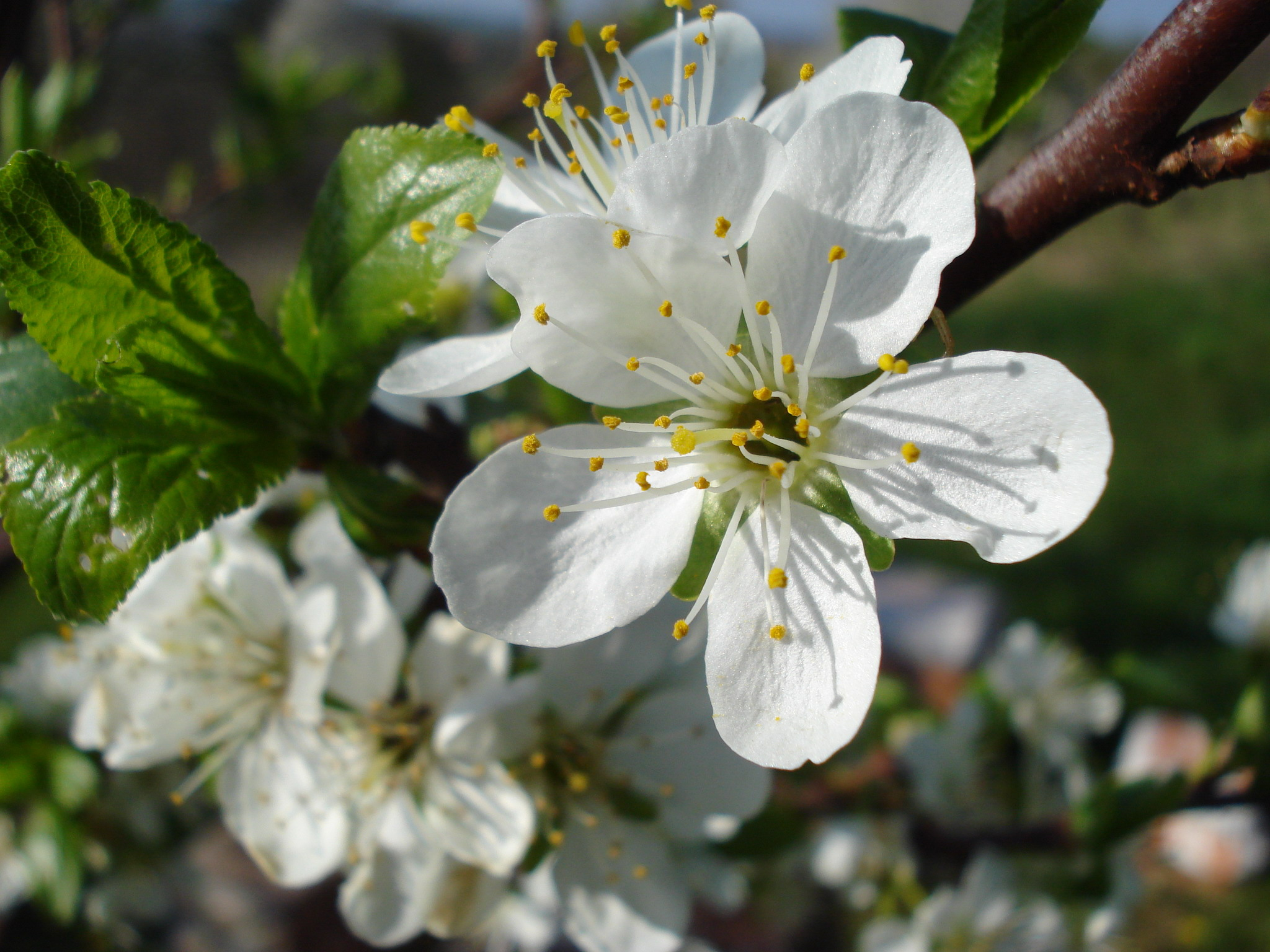
Flores del ciruelo 'Jojo'.

'Jojo'® árbol de porte de crecimiento suelto, ancho y medio-fuerte hace que Jojo se destaque positivamente en todos los surtidos, tanto con coronas planas como con formación de huso. Flor blanca, que tiene un tiempo de floración que comienza a partir del 15 de abril con el 10% de floración, para el 19 de abril tiene una floración completa (80%), y para el 1 de mayo tiene un 90% de caída de pétalos.
'Jojo'® tiene una talla de tamaño grande de forma elíptica ligeramente asimétrica, con peso promedio de 40 a 50 g;epidermis tiene una piel azul brillante recubierta de abundante pruina, fina, violácea; sutura con línea poco visible, de color algo más oscuro que el fruto. Situada en una depresión muy suave, algo más acentuada junto a cavidad peduncular; pedúnculo de longitud mediano, fuerte, leñoso, con escudete muy marcado, muy pubescente, con la cavidad del pedúnculo estrecha, poco profunda, rebajada en la sutura y más levemente en el lado opuesto; pulpa de color amarillo verdoso a amarillo anaranjado, la fruta es dulce y jugosa.
Hueso de fácil deshuesado, grande, alargado, muy asimétrico, con el surco dorsal muy ancho y profundo, los laterales más superficiales, zona ventral poco sobresaliente, superficie rugosa.
Su tiempo de recogida de cosecha se inicia justo antes que la variedad 'Ortenauer', y puede permanecer en el árbol durante mucho tiempo. Madurada en el árbol, sabe muy bien.

## Usos
Se usa comúnmente como postre fresco de mesa buena ciruela de postre de fines de verano.

## Cultivo
Variedad cultivada principalmente en Alemania, Estados Unidos, y República Checa.

## Características y precauciones
Resistente al Virus de la Sharka. La resistencia de 'Jojo' a la sharka es el resultado de la hipersensibilidad de la cepa al virus. El tejido del árbol muere alrededor del sitio infectado, lo que detiene el avance del patógeno. Por lo tanto, 'Jojo' solo se puede criar en portainjertos libres de Sharka, si se injerta en un portainjertos infestado, el vástago no crecería debido a la reacción de rechazo.